# Josh Dunkley-Smith
Joshua "Josh" Dunkley-Smith (født 28. juni 1989 i Geelong, Australien) er en australsk tidligere roer og dobbelt olympisk medaljevinder.
Efter blandt andet at have vundet en U/23 VM-bronzemedalje var Dunkley-Smith første gang med ved senior-VM i 2010, hvor han var med til at vinde bronze i otteren. Ved VM i 2011 roede han firer uden styrmand sammen med Nicholas Roderick Purnell, Drew Ginn og Samuel Loch, og de vandt bronze. Efter at Purnell og Loch var blevet udskiftet med James Champman og William Lockwood opnåede fireren fine resultater i OL-sæsonen 2016.
Ved OL 2012 i London var de derfor blandt favoritterne. Australierne vandt deres indledende heat i olympisk rekordtid og blev nummer to i semifinalen, slået med næsten et sekund af den britiske båd. Dette gentog sig i finalen, hvor briterne vandt guld, mens Australien fik sølv med et forspring på over to sekunder til USA på tredjepladsen.
Fireren med Dunkley-Smith, men i øvrigt med varierende besætninger, blev ved VM det følgende år ligeledes nummer to, i 2014 nummer tre og i 2015 igen nummer to.
Ved OL 2016 i Rio de Janeiro bestod besætningen af Josh Booth, Alexander Hill, Lockwood og Dunkley-Smith, og den australske båd vandt sit indledende heat og sin semifinale. I finalen var Storbritanniens båd hurtigst og vandt med næsten to sekunder, mens australierne genvandt sølvmedaljen fra 2012, mere end tre sekunder foran italienerne på tredjepladsen.
Han har ikke deltaget i internationale konkurrencer siden OL 2016.

## OL-medaljer
- 2012:  Sølv i firer uden styrmand
- 2016:  Sølv i firer uden styrmand